# Johann Wilhelm von Berger

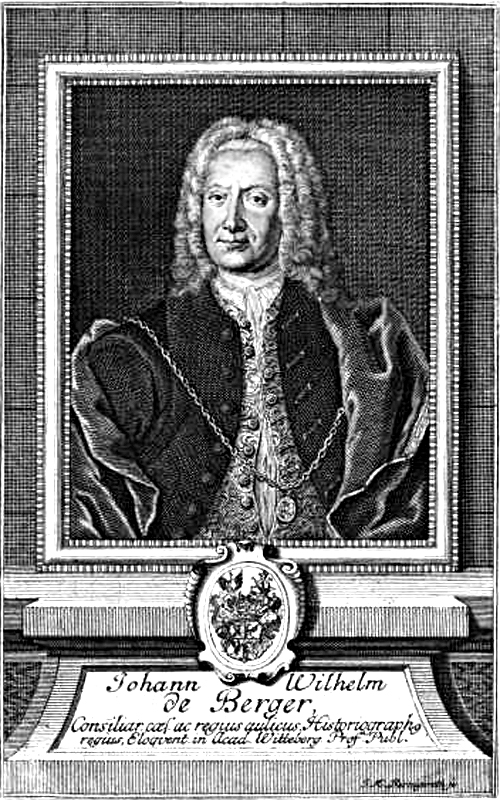
Johann Wilhelm von Berger

Johann Wilhelm Berger, ab 1717 von Berger (* 1. September 1672 in Halle (Saale); † 27. April 1751 in Wittenberg) war ein deutscher Philosoph, Rhetoriker und Historiker.

## Herkunft
Berger wurde als Sohn des einstigen Rektors am Gymnasium in Halle Valentin Berger (* 18. Januar 1620 in Ohrdruf; † 22. Mai 1675 in Halle (Saale)) und seiner 1655 geehelichten Frau Margaretha Katharina (geb. Faschen aus Arnstadt; † 1695) geboren. Aufgewachsen im Umkreis einer intensiven pädagogischen Förderung seines Elternhauses, die auch seine nicht minder berühmten Brüder Johann Gottfried von Berger und Johann Heinrich von Berger erfahren haben, wird er derartig schon seit seiner Jugend geprägt.

## Leben
Am 17. Oktober 1690 immatrikuliert er sich an der Universität Wittenberg, wo er sich als Schüler von Konrad Samuel Schurzfleisch besonders mit dem „Studium humaniorum artium“ beschäftigt. Am 29. April 1695 erwirbt den philosophischen Magistertitel, wird am 31. August 1699 als Adjunkt an der philosophischen Fakultät aufgenommen und übernimmt am 2. September desselben Jahres als Professor das Lehramt der Poesie.
1708 übernimmt Berger das Lehramt für Rhetorik (Eloquenz). In diesem Rahmen erlangte er den Ruf, „einer der größten Redner“ seiner Zeit zu sein und galt als „eine besondere Zierde“ der Wittenberger Universität. Er sah es als seine Aufgabe an, Muster aufzustellen, die für die Lebensführung der Gebildeten und besonders des Teils von ihnen, der im Rahmen der von Gott verteilten Rollen beruflich voll in gelehrten Studien aufgeht. Darin erscheint bei ihm der Universitätsrhetoriker schlechthin als ein Lehrer für kulturelle Praxis. So beschreibt er auch die Reisekultur von Gelehrten, die unterwegs Bücher kaufen, Bibliotheken besuchen, seltene Handschriften lesen, Münzen, Edelsteine und Kunstwerke aus Marmor besehen.
Berger selbst hatte 1705 Reisen nach Holland und England, 1728 nach Italien unternommen. Aus dem Süden zurückgekehrt, berichtete er den Hörern über den derzeitigen Zustand des gelehrten Italiens, über Denkmäler, Bibliotheken und Museen in Rom, Florenz und Neapel. Aber auch über die in Dresden, der Haupt- und Residenzstadt der kursächsischen Erbländer, befindlichen vielen Kabinette und Sammlungen, die bei manchem Wittenberger Dozenten ein hohes Interesse fanden. Dortige Kunstwerke machte als erster Johann Wilhelm Berger zum Gegenstand von Vorlesungen.
Als Professor der Rhetorik befasste sich Berger auch mit dem Nutzen des gelehrten Zeitschriftenwesens für rationelles Arbeiten, für die Beherrschung der wachsenden Informationsfülle auf dem europäischen Literaturmarkt durch den einzelnen Gelehrten. So erschienen ihm Zeitschriften durch darin enthaltene Rezensionen ein bequemes Mittel, binnen kurzer Zeit Bücherkenntnis zu erlangen.
So machte sich Johann Wilhelm von Berger einen Namen als Historiker, Philologe und Redner. Er schrieb über Dicht- und Redekunst, Dichter und Rhetoriker des Altertums, erneuerte in seinen Reden das Andenken von Fürsten und Gelehrten. August der Starke ernannte 1721 den von Kaiser Karl VI. soeben zum kaiserlichen Rat Erhobenen zu seinem Rat und Historiographen mit dem Recht, „in historia“ öffentlich zu lesen und zu disputieren. Bereits nach seiner nach Holland und England unternommenen Reise, die auch Geschichtsstudien gewidmet war, hatte Berger neben der „Eloquenz privatim“ in Geschichte doziert. Die amtliche Bezeichnung seines Lehrstuhls schien der Erudition des Inhabers nicht mehr zu genügen, denn August der Starke bezeichnete Berger schon im Jahr 1721 als „Professor Eloquentiae et humaniorum“.

## Werke
- Virgilium oratorem. (Resp. Georg Frosch) Gerdes, Wittenberg 1704. (Digitalisat in der Digitalen Bibliothek Mecklenburg-Vorpommern)
- Specimen rhetorices Augustae. (Resp. Johann Samuel Berger) Schrödter, Wittenberg 1710. (Digitalisat)
- De monimentis veteribus Musei Dresenensis regii. Eichsfeld, Wittenberg 1745. (Digitalisat)
- Observationes Ex Numis Antiquis Sacras. (Resp. Gottlob Erdmann Zeibich) Eichsfeld, Wittenberg 1745. (Digitalisat)
- Orationes lectiores varii argumenti. Breitkopf, Wittenberg 1749. (Digitalisat)
- Stromateus academicus. Jacob, Leipzig 1745. (Digitalisat)

Verzeichnisse seiner Schriften bei Johann Christoph Adelung, Fortsetzungen und Ergänzungen zu Christian Gottlieb Jöchers allgemeinen Gelehrten Lexikon, Band 1, Leipzig 1784 Spalte 1717–1719, CG Band 11, Spalte 193–199.